# Мария де Фуа
Мария де Фуа (фр. Marie de Foix; после 1452, Каркассон, Фуа — 1467, Казале-Монферрато, Монферрато) — дочь графа де Фуа и де Бигорр, виконта де Беарн, де Кастельблон и де Нарбонна, князя-соправителя Андорры Гастона IV де Фуа из дома Фуа-Грайи; в замужестве — маркиза Монферрато.

## Биография
Мария де Фуа родилась после 1452 года в Каркассоне, в графстве Фуа. Она была дочерью Гастона IV, графа де Фуа и де Бигорр, виконта де Беарн, де Кастельбон и де Нарбонна, князя-соправителя Андорры и Элеоноры Наваррской, дочери Хуана II, короля Арагона, Наварры, Сицилии, Валенсии, Майорки, Сардинии и Корсики. Кроме неё в семье было ещё девятеро детей.
В возрасте 13 лет, 19 января 1465 года Мария де Фуа вышла замуж за вдовца, Гульельмо VIII Палеолога, маркграфа Монферрато. Она стала самой юной носительницей титула маркграфини Монферрато.
Мария де Фуа умерла через два года после свадьбы, в 1467 году, не успев родить мужу наследника.

## Семья
В браке Марии де Фуа и Гульельмо VIII Палеолога родилась одна дочь.
- Джованна Палеолог, (1466—1490), вышла замуж за Лудовико II дель Васто, маркграфа Салуццо.